# Христо Христов (историк)
Вижте пояснителната страница за други личности с името Христо Христов.
Христо Ангелов Христов е български историк и академик.

## Биография
Роден е в град Харманли на 9 януари 1915 година. През 1936 година завършва история в Софийския университет „Климент Охридски“. В периода 1954-1963 година е заместник-директор на Института по история на БАН. След 1963 година става и негов директор.